# Thomas' reuzenhertmuis
De Thomas' reuzenhertmuis (Megadontomys thomasi)  is een zoogdier uit de familie van de Cricetidae. De wetenschappelijke naam van de soort werd voor het eerst geldig gepubliceerd door Merriam in 1898.